# Frieder Otto Wolf
Frieder Otto Wolf (ur. 1 lutego 1943 w Kilonii) – niemiecki filozof, politolog, nauczyciel akademicki i polityk, profesor, poseł do Parlamentu Europejskiego IV kadencji.

## Życiorys
Studiował filozofię i nauki polityczne na uczelniach w Kilonii, Paryżu i Edynburgu. Doktoryzował się w 1969 na Uniwersytecie Christiana Albrechta w Kilonii. W 1966 podjął pracę jako asystent w instytucie filozofii Uniwersytetu Kraju Saary. W 1971 przeszedł do pracy na Wolnym Uniwersytecie Berlina, gdzie w 1973 habilitował się w zakresie filozofii. W latach 1976–1977 pracował na wydziale ekonomii Uniwersytetu w Coimbrze, następnie do 1979 ponownie na poprzedniej uczelni. Od 1979 do 1984 zatrudniony w centrum naukowym Wissenschaftszentrum Berlin.
W latach 1981–1984 był redaktorem naczelnym hanowerskiego miesięcznika „Moderne Zeiten”. Działał w niemieckich Zielonych, w latach 80. i 90. zajmował się w tym ugrupowaniu polityką europejską. Od 1994 do 1999 sprawował mandat eurodeputowanego IV kadencji, pracując m.in. w Komisji ds. Socjalnych i Zatrudnienia.
W 1999 powrócił do pracy naukowej na Wolnym Uniwersytecie Berlina, w 2007 otrzymał honorową profesurę. Członek jednego z instytutów przy Fundacji im. Róży Luksemburg oraz rady naukowej niemieckiego oddziału inicjatywy ATTAC.